# Кураду (район Ресіфі)
Кураду (порт. Curado) — район міста Ресіфі, штат Пернамбуку, Бразилія. Район межує з районами Варзеа, Сідаді-Універсітаріа, Енженью-ду-Мею, Торроенс, Сан-Мартін, Жардін-Сан-Паулу, Тежіпіо і Тото та з муніципалітетом Жабоатан-дус-Гуарарапіс. На території району знаходиться Ботанічний сад Ресіфі.

## Ресурси Інтеренту
- Мапа району

| Бразилія | Це незавершена стаття з географії Бразилії. Ви можете допомогти проєкту, виправивши або дописавши її. |